# Calidota hadesia
Calidota hadesia là một loài bướm đêm thuộc phân họ Arctiinae, họ Erebidae.